# Тилсон (Њујорк)
Тилсон (енгл. Tillson) насељено је место без административног статуса у америчкој савезној држави Њујорк.

## Демографија
По попису из 2010. године број становника је 1.586, што је 123 (-7,2%) становника мање него 2000. године.
| Група             | 2000.         | 2010.         |
| Белци             | 1.629 (95,3%) | 1.462 (92,2%) |
| Афроамериканци    | 18 (1,1%)     | 23 (1,5%)     |
| Азијати           | 4 (0,2%)      | 18 (1,1%)     |
| Хиспаноамериканци | 33 (1,9%)     | 60 (3,8%)     |
| Укупно            | 1.709         | 1.586         |